# Cammino di ronda

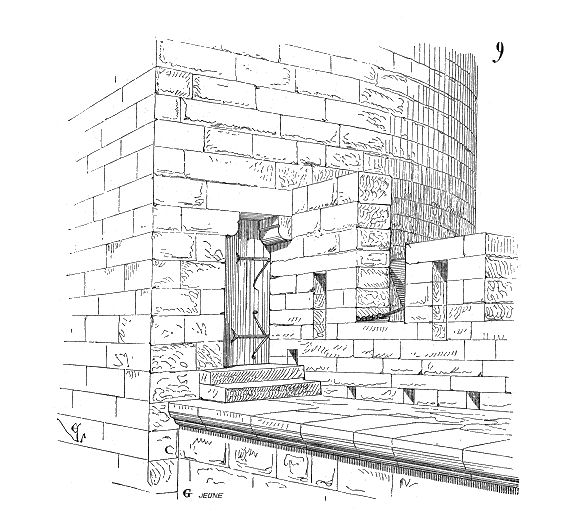
Cammino di ronda con acceso alla merlatura ed alle feritoie, oltre che alla porta della torre

Un cammino di ronda è un camminamento rialzato nascosto dietro alla merlatura di un castello o posto sopra alle mura di una fortificazione o di una città. È detto anche marciaronda.
Nelle prime fortificazioni, le alte mura dei castelli erano difficoltose da proteggere da terra. Il cammino di ronda fu inventato come passaggio che permetteva ai soldati di controllare il circondario dall'alto delle mura, protetti dall'esterno tramite una merlatura o un parapetto, garantendo una posizione di vantaggio sugli assalitori e facilitando il lancio di frecce o oggetti.

## Galleria d'immagini

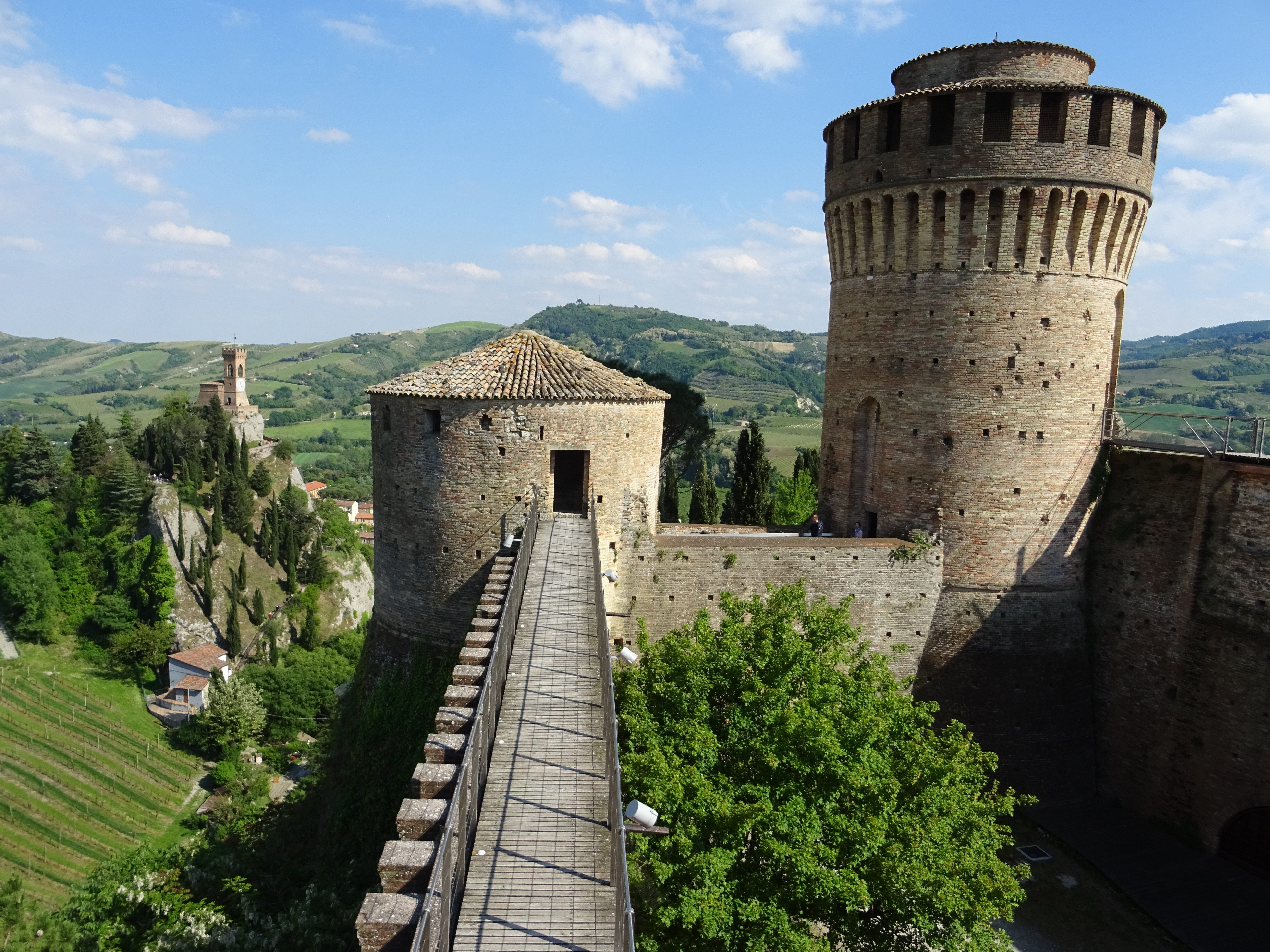
Cammino di ronda della Rocca Manfrediana di Brisighella
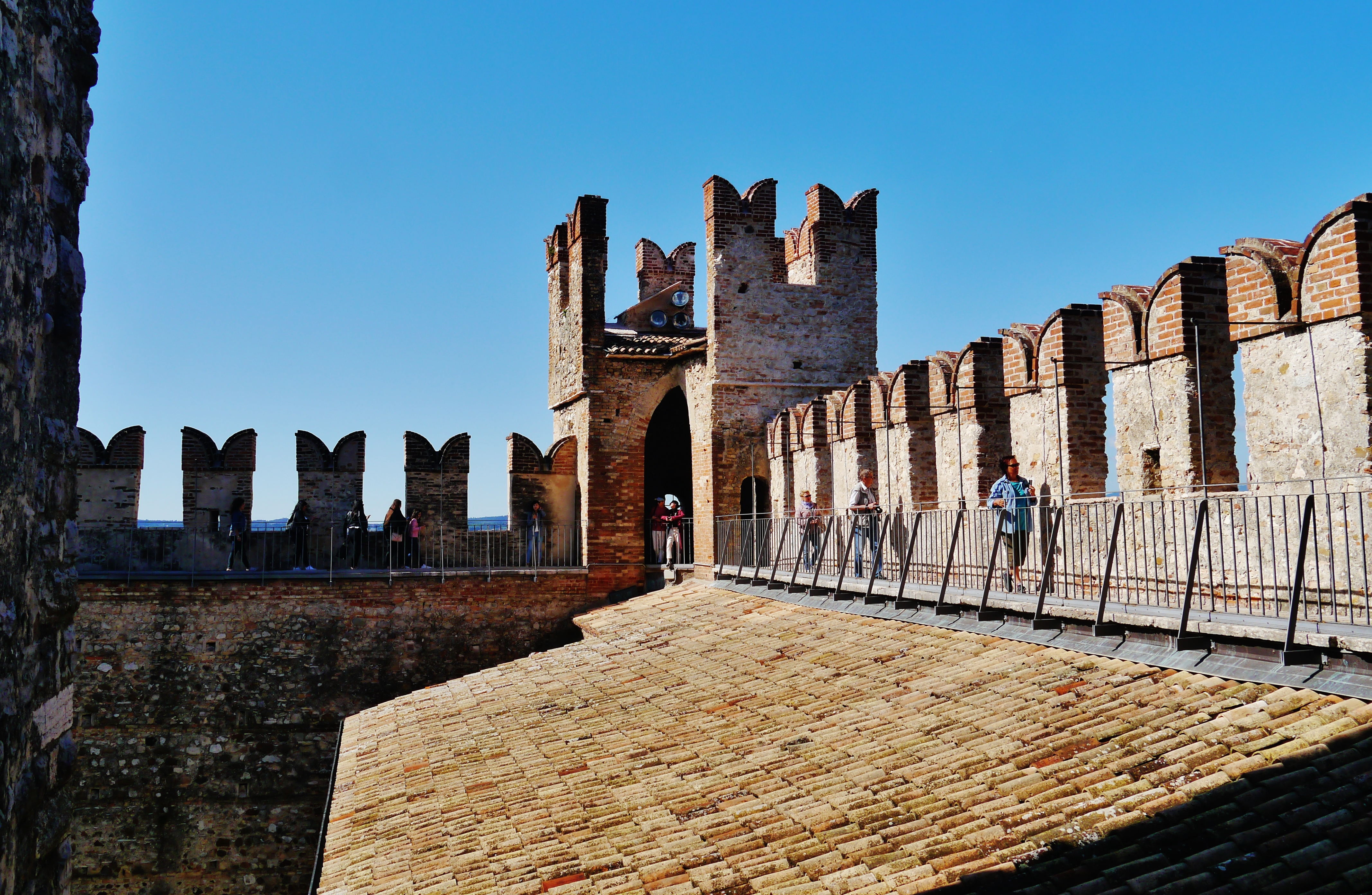
Cammino di ronda del Castello scaligero di Sirmione
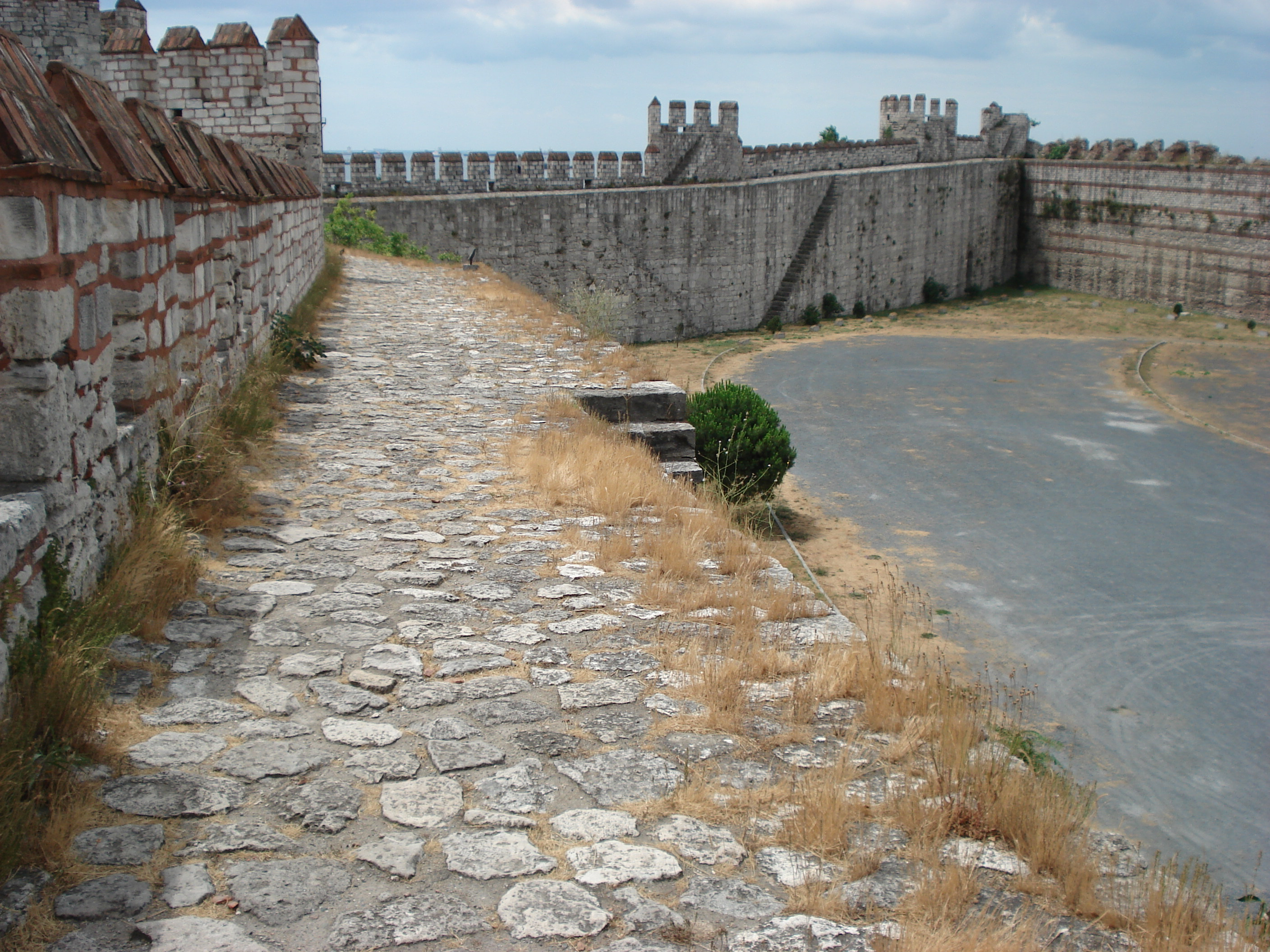
Cammino di ronda della fortezza di Yedikule, a Istanbul, in Turchia
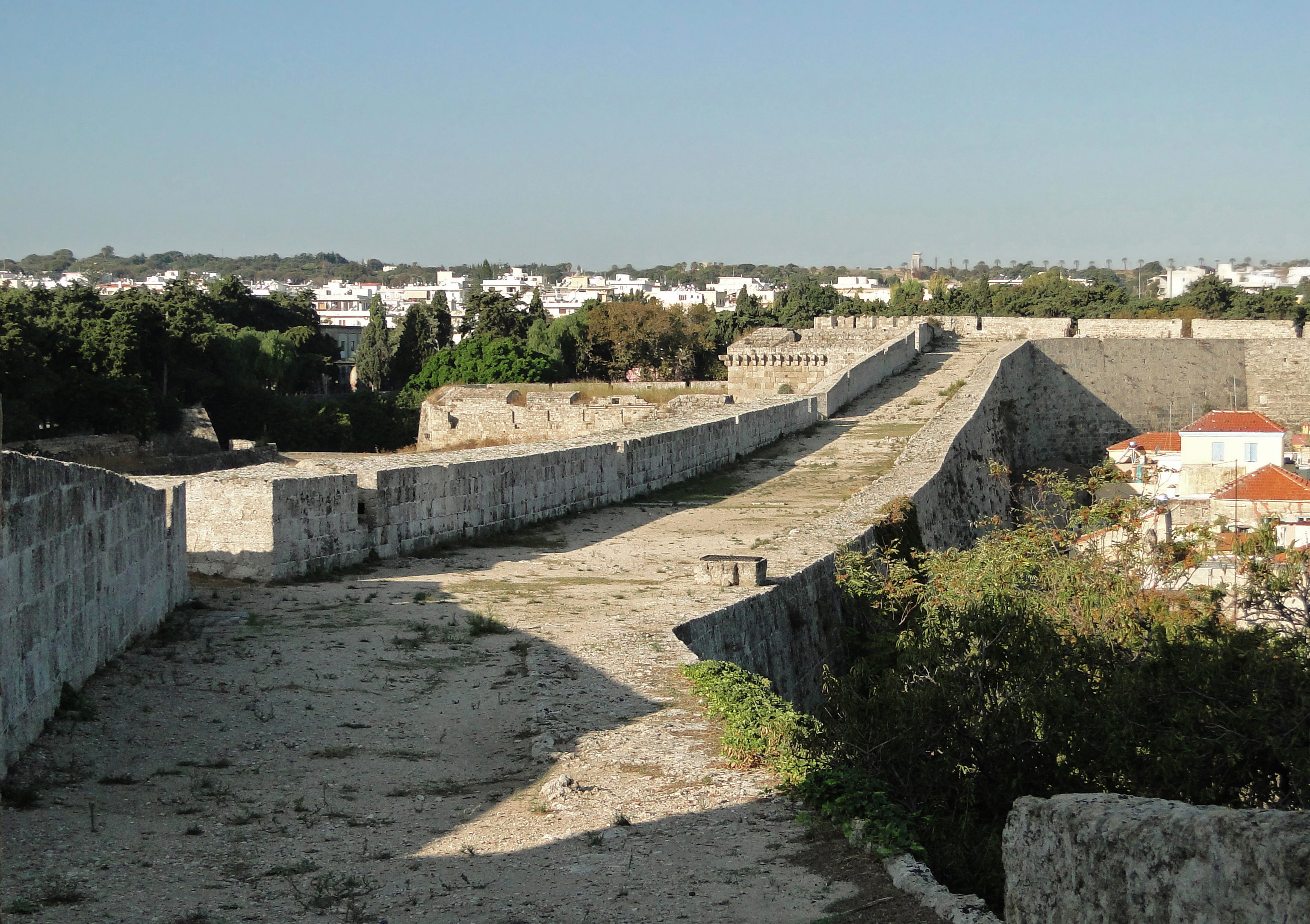
Cammino di ronda delle Fortificazioni di Rodi, in Grecia